# Can Pau Roig
Can Pau Roig és una obra del municipi de Sant Pere de Ribes (Garraf) protegida com a bé cultural d'interès local.

## Descripció
Es tracta d'un edifici aïllat, format per dos cossos perpendiculars de planta rectangular. El cos de l'esquerra té planta baixa, dos pisos i coberta de teula a dues vessants, mentre que el de la dreta presenta planta baixa i un sol pis, amb coberta de teula també a dues vessants.
Les obertures del conjunt són rectangulars, a excepció de la d'accés que és d'arc de mig punt i està situada al cos de la dreta, sota un petit porxo que es corona amb terrat i barana de maó.
L'habitatge es troba envoltat d'un jardí limitat per un mur amb decoració ceràmica.

## Història
Can Pau Roig és un dels exemples d'arquitectura d'inicis del segle XX destinada a habitatge per als sectors benestants de Sant Pere de Ribes.
L'edifici té la data de 1917 inscrita a l'arc de la porta d'accés.